# Hagerman (Idaho)
Pour les articles homonymes, voir Hagerman.
Hagerman est une ville américaine située dans le comté de Gooding en Idaho.

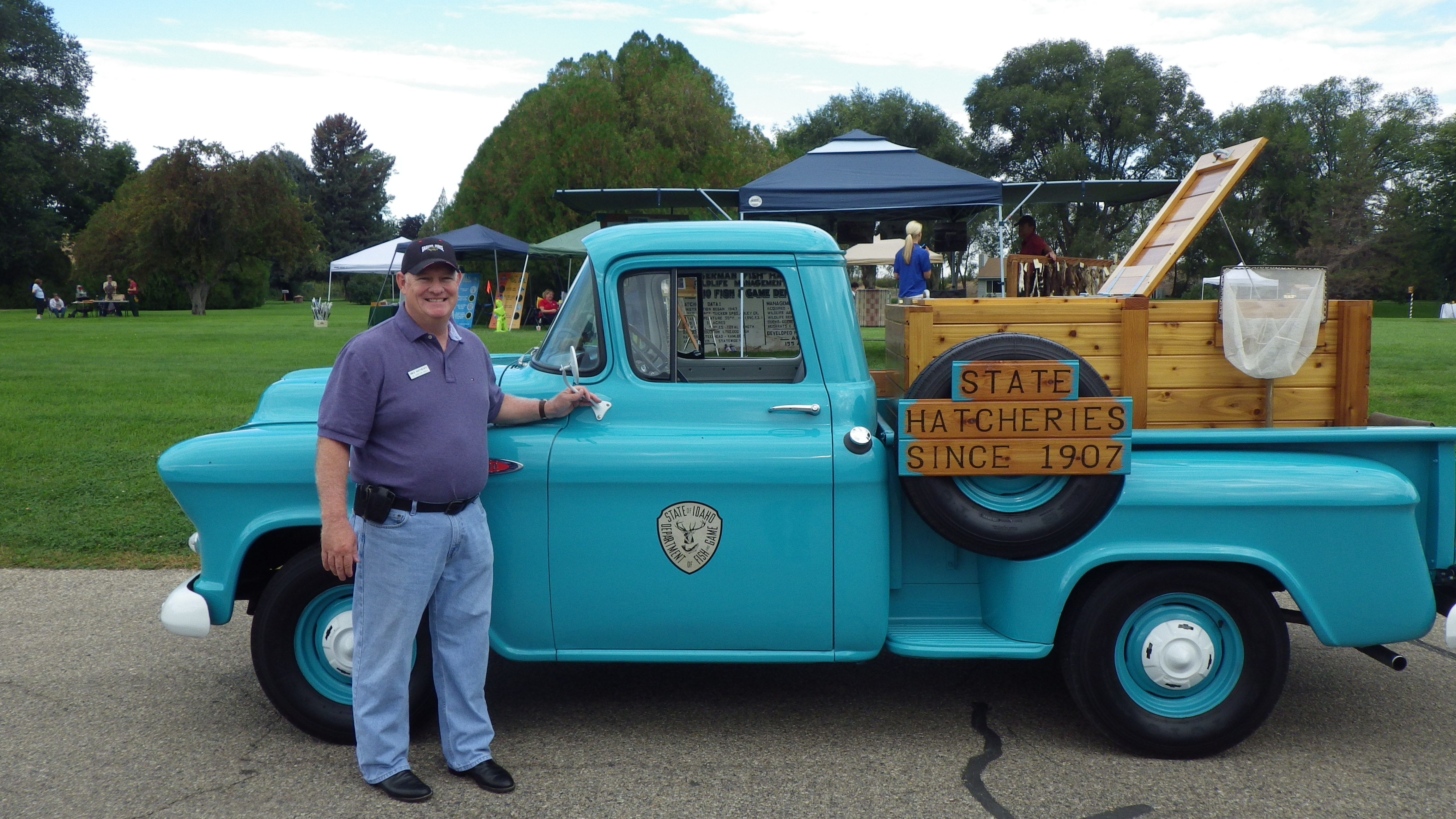
Camion Idaho Fish & Game restauré des années 1950, lors d'une célébration du 80e anniversaire de l'Hagerman National Fish Hatchery, 2013

## Démographie
| 1920 | 1930 | 1940 | 1950 | 1960 | 1970 |
| ---- | ---- | ---- | ---- | ---- | ---- |
| 327  | 327  | 435  | 520  | 430  | 436  |

| 1980 | 1990 | 2000 | 2010 | - | - |
| ---- | ---- | ---- | ---- | - | - |
| 602  | 600  | 656  | 872  | - | - |

Selon le recensement de 2010, Hagerman compte 872 habitants. La municipalité s'étend alors sur 0,61 mille carré (1,58 km2), dont 0,58 mille carré (1,5 km2) de terres.

## Patrimoine
Hagerman abrite le Hagerman Fossil Beds National Monument du National Park Service des États-Unis. Aucun autre gisement de fossiles ne conserve une telle variété d'espèces terrestres et aquatiques du Pliocène. Plus de 180 espèces animales de vertébrés et d'invertébrés et 35 espèces végétales ont été découvertes dans des centaines de sites fossilifères. Huit espèces ne se trouvent nulle part ailleurs et 43 ont été découvertes ici pour la première fois. Le cheval de Hagerman, Equus simplicidens, illustre la qualité des fossiles. Le site a révélé 20 squelettes complets et un certain nombre de squelettes partiels de cet ancêtre zébré du cheval moderne. Le site est classé Monument national depuis 1988,.